# Roberto José Ábalos
Roberto José Ábalos (Santiago del Estero, ca. 1943 - Buenos Aires, 20 de agosto de 2020) fue un político argentino y diputado nacional por la provincia de Santiago del Estero entre 2001 y 2005.

## Reseña biográfica
Nació en la ciudad de Santiago del Estero y fue hijo mayor de Roberto Wilson Ábalos, integrante del grupo Los Hermanos Ábalos. Estuvo casado con María Mercedes de la Rúa, prima del expresidente argentino Fernando de la Rúa. José Roberto fue padre del actor Coraje Ábalos.
En 1983 se desempeñó en la Comisión de Carreras del hipódromo de Santiago del Estero, pero luego fue despedido por el gobierno de Carlos Juárez. Luego partió a Buenos Aires donde se desempeñó como uno de los gerentes de Entel. Continuó en dicha empresa luego de que la misma fuera privatizada durante la presidencia de Carlos Menem. Cuando Fernando de la Rúa fue jefe de gobierno de la Ciudad Autónoma de Buenos Aires, lo nombró su secretario privado, y al llegar a la presidencia, Ábalos fue superintendente de Casa Rosada y de la Residencia de Olivos. Entre 2001 y 2005 fue diputado nacional por Santiago del Estero integrando el partido Fuerza de Unidad Popular. Luego fue un difusor de la música folclórica, ya que tenía un programa radial que se emitía por Radio Nacional Argentina. Falleció en agosto de 2020 a causa de COVID-19.